# Механички период
Механички период означава историјску фазу у технолошком и друштвеном развоју која је обележена употребом механичких уређаја и иновација, пре индустријске револуције. Иако је једноставан у поређењу са индустријском револуцијом, овај период је био неопходан корак у стварању света каквог данас познајемо. Друге историјске фазе јесу предмеханички период, електромеханички период и период електронских рачунара.
Механички период покрива отприлике време од касног средњег века (око XIV века) до почетка XVIII века, када почињу доминирати сложенији уређаји, енергија паре и почеци аутоматизације.
Термин механички период се користи за описивање развоја технологија које су функционисале на механичким принципима – уређаја који су трансформисали енергију из природних извора (ветар, вода, људска или животињска снага) у корисне облике рада, без електричне или парне енергије.

## Кључне иновације и проналасци
Кључне иновације и проналасци током механичког периода револуционисали су производњу, комуникацију, пољопривреду и навигацију. То су:
- Штампање (Гутенбергова штампарска преса)
- Развој механичких сатова
- Пољопривредне машине
- Поморски инструменти
- Индустријски алат и производни процеси

## Извори енергије
Механички уређаји тог времена ослањали су се на основне изворе енергије:
- Људска и животињска снага: Главни покретачи механичких уређаја у занатству и пољопривреди.
- Ветрењаче и воденице: Пружале су енергију за млевење жита, сечење дрва и пумпање воде.
- Гравитација и полуге: Коришћене у системима попут дизалица и механичких сатова.

## Друштвени и економски утицај
- Ширење знања и писмености: Штампање књига омогућило је бржи пренос идеја, ширење ренесансе и просветитељства. Научници попут Коперника, Галилеја и Њутна могли су лакше публиковати своја истраживања.
- Раст производње: Механички уређаји убрзали су процесе у занатству и пољопривреди, што је довело до раста популације и урбанизације.
- Унапређење трговине и путовања: Прецизнији сатови и навигациони инструменти омогућили су сигурно трговање на великим раздаљинама.
- Прелаз ка индустријској револуцији: Механички период поставио је темеље за индустријску револуцију кроз унапређења у технологији и разумевању механике.

## Ограничења механичког периода
- Недостатак аутоматизације и сложених извора енергије (нпр. паре или електрицитета).
- Зависност од природних услова (ветар, вода) и људске радне снаге.
- Ограничен капацитет производње у поређењу са каснијим индустријским технологијама.